# عامر بصری
عامر بصری (؟ - ۱۳۳۰) شاعر صوفی‌گرای عراقی بود. قصیدهٔ تائیهٔ صوفیانهٔ او ۵۰۲ بیت است، اما بخش بزرگی از آن به فخر و غزل سروده شده و از تصوف به دور است.